# 大花无柱兰
大花无柱兰（学名：Amitostigma pinguiculum）是兰科无柱兰属的植物，为中国的特有植物。分布在中国大陆的浙江等地，生长于海拔250米至400米的地区，一般生长在山坡林下覆有土的岩石上以及沟边阴湿草地上，目前尚未由人工引种栽培。